# Doug Gilmour
Douglas Robert Gilmour, detto Doug (Kingston, 25 giugno 1963), è un ex hockeista su ghiaccio e allenatore di hockey su ghiaccio canadese.

## Biografia
Nel corso della sua carriera ha giocato con Cornwall Royals (1980-1983), St. Louis Blues (1983-1988), Calgary Flames (1989-1992), Toronto Maple Leafs (1991-1994, 1994-1997, 2002/03), Rapperswil-Jona Lakers (1994/95), New Jersey Devils (1996-1998), Chicago Blackhawks (1998-2000), Buffalo Sabres (1999-2001) e Montreal Canadiens (2001-2003).
Ha vinto il Frank J. Selke Trophy nel 1993.
Da allenatore ha guidato i Kingston Frontenacs dal 2008 al 2011.
Nel 2011 è stato inserito nella Hockey Hall of Fame.